# المسرح الوطني بتطوان
المسرح الوطني أو مسرح المصلى القديمة، شُيّد سنة 1914 بمدينة تطوان شمال المغرب خلال الاحتلال الإسباني للمدينة، يقع في الشارع المعروف ب «المصلى القديمة» وكان يسمى أيام الحماية بشارع «لونيطا» (بالإسبانية: La lunita)‏، ويعد أوّل بناية خاصة عرفتها تطوان، حمل في البداية اسم الملكة فيكتوريا (Doña Victoria Eugenia) زوجة ألفونسو الثالث عشر، ثم بعد وصول الجمهوريين إلى الحكم سنة 1931م، تحوّل اسمه إلى المسرح الوطني (Teatro Nacional)، وعامة أهل تطوان كانوا يطلقون عليه مسرح «لونيطا».

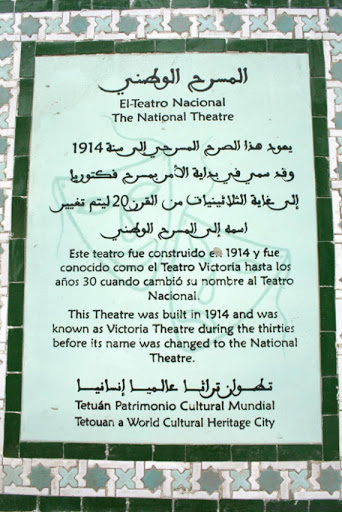
لوحة تعريفية بالمسرح الوطني

## المسار التاريخي
تطوّرت هذه المعلمة من مجرد ساحة ينظّم فيها العروض في الهواء الطلق، إلى مسرح يتوفّر على مواصفات حديثة، ومن الشخصيات القليلة التي لها علاقة بتأسيس هذا المسرح تذكر المراجع شخص يدعى لويس كوهن ليفي (Luis Cohen Levy)، الذي كان أحد المالكين لهذه المؤسسة وهو عضو في الشركة الإسبانية-المغربية للتوزيع السنمائي. حظي هذا المسرح بمكانة مهمّة داخل مركز المدينة، باعتباره المؤسسة الوحيدة من نوعها خلال السنوات الأولى من تواجد الإسبان في شمال المغرب، هذا ما يفسر الدور الذي لعبه كمرجع للوحات الإعلانية، وما يؤكد أنّ قيمته كواجهة للثقافة الإسبانية كانت كبيرة، خصوصا أنه كان متنفسا للمستعمرين الإسبان ومنه وسيلة للانفتاح على وجهاء المدينة في إطار تسهيل اندماجهم وتقديم وجه حضاري إنساني للاستعمار، لكن هذا لا يلغي الهدف التجاري والربحي من وراء هذه المؤسسة لأنها ملك خاص وثمرة استثمار ينتظر منه جني أرباح مادية.

## ترميم المسرح
تعرّضت هذه المعلمة الثقافية إلى تهميش لسنوات طويلة بعيد استقلال المغرب سنة 1956م، ما أدى إلى انهيار أجزاء منها سنة 2008، ومن ثمّ انطلاق دعوات من قبل فاعلين ثقافيين لإنقاذه، أخيرا وجدت هذه الدعوات استجابة من قبل الجهات المسؤولة وانطلقت عمليّة إحياء هذه المعلمة سنة 2018 واكتملت بعد سنتين ليوسّع هذا المسرح التاريخي من رقعة المؤسسات الثقافية بالمملكة المغربية.